# Alfred Graf von Schwerin
Alfred Wilhelm Detlof Graf von Schwerin (* 1859; † 8. Januar 1946 in Strasburg (Uckermark)) war ein preußischer Gutsbesitzer und Politiker.

## Leben

### Herkunft
Alfred Wilhelm Detlof Graf von Schwerin entstammte dem Haus Wolfshagen der Linie Spantekow seines seit 1178 nachgewiesenen Geschlechts aus ursprünglich mecklenburgischem Uradel, die sich später auch in Vorpommern, wo die Familie seit 1250 die Burg Spantekow besaß, und in Brandenburg ausbreitete und ausgedehnten Grundbesitz und den Grafentitel erwarb. Alfred von Schwerin war der älteste Sohn des Großherzogl.-mecklenburg-strelitzschen Hofmarschalls a. D. und Gutsherr auf Fürstenwerder, Göhren etc., Wilhelm Stanislaus Hermann Graf von Schwerin (1827–1896), und der Luise Sartorius von Schwanenfeld (1830–1910). Der Diplomat Ulrich Graf von Schwerin war sein jüngerer Bruder.

### Karriere
Wie damals für junge Adlige üblich, trat Schwerin zunächst als Offiziersbewerber in die Preußische Armee ein, in der es bis zum Major a. D. brachte. Da er sich auch für Politik interessierte, begnügte er sich nicht damit, seine ererbten Güter nach Ausscheiden aus dem Militärdienst zu bewirtschaften, sondern wandte sich agrar- und standespolitischen Fragen zu. Deshalb wurde er, dessen Familie das Präsentationsrecht zum Preußischen Herrenhaus seit dem 12. Oktober 1855 besaß, in das Herrenhaus berufen, dem er bis zur Abschaffung dieses Verfassungsorganes nach der Revolution und der Ausrufung der Republik 1918 angehörte.
Nach dem Ersten Weltkrieg bewirtschaftete er seinen Grundbesitz und lebte bis zur Bodenreform 1945 in der damaligen sowjetischen Besatzungszone, als der Großgrundbesitz entschädigungslos enteignet wurde, auf seinem Gut Lemmersdorf, Kreis Prenzlau in der Uckermark. Er starb in Strasburg am 8. Januar 1946. Graf Schwerin war Rechtsritter im Johanniterorden. Seine Frau lebte zuletzt in Eberswalde.

### Familie
Seit dem 26. April 1898 war Alfred Graf von Schwerin mit Anna von Düring (1870–1954) verheiratet. Da die Ehe kinderlos und anderenfalls erbenlos blieb, adoptierte er 1925 die beiden Söhne seiner verstorbenen Schwester Luise Gräfin von Schwerin (1853–1920), welche mit Erich von Krosigk (1829–1917) verheiratet war. Ein Adoptivsohn war Johann Ludwig (Lutz) von Krosigk, der nach der Adoption den Namen Johann Ludwig Graf Schwerin von Krosigk, also den Geburtsnamen seiner Mutter mit annahm und von 1932 bis 1945 Reichsminister der Finanzen war. Sein Bruder fiel im Zweiten Weltkrieg.

## Genealogie
- Gothaischer Genealogisches Taschenbuch der Gräflichen Häuser. Zugleich Adelsmatrikel der D.A.G. Teil A (Uradel). 1942. 115. Jahrgang, Justus Perthes, Gotha 1941, S. 519.
- Hans Friedrich von Ehrenkrook, Jürgen Thiedicke von Flotow-Stuer, Friedrich Wilhelm Euler, Walter von Hueck. Et al.: Genealogisches Handbuch der Gräflichen Häuser. A (Uradel). 1958. Band III, Band 18 Gesamtreihe GHdA. Hrsg. Deutsches Adelsarchiv, C. A. Starke, Glücksburg (Ostsee) 1958, ISSN 0435-2408, S. 405 f.